# كأس ديفيز 1982
كأس ديفيز 1982 هو الموسم 71 من  كأس ديفيز. فاز فيه منتخب الولايات المتحدة لكأس ديفيز.